# Clasa muncitoare merge în paradis
Clasa muncitoare merge în paradis (în italiană La classe operaia va in paradiso) este un film italian satiric de dramă politică din 1971 regizat de Elio Petri. Acesta prezintă realizarea unui muncitor din fabrică cu privire la propria sa condiție de simplu instrument în procesul de producție. Filmul a fost distins cu Palme d'Or la cea de-a 25-a ediție a Festivalului de Film de la Cannes, împărțind premiul cu Cazul Mattei al lui Francesco Rosi.

## Rezumat
Lulù Massa, un muncitor de 31 de ani, lucrează de 15 ani în aceeași fabrică. Fiind extrem de eficient, conducerea folosește acest lucru pentru a justifica cerințele de productivitate mai ridicată, ceea ce îl face neplăcut printre colegii săi. Lulù nu simpatizează nici cu sindicaliștii care cer salarii mai mari și reducerea orelor de muncă, nici cu studenții care îi îndeamnă pe muncitori să se răscoale împotriva patronilor fabricii. Ocazional, îl vizitează pe fostul său coleg Militina, internat într-un spital psihiatric după ce a cedat din cauza condițiilor de muncă. Militina își imaginează acțiuni militante și „spargerea zidului”.
Când Lulù își pierde un deget într-un accident de muncă, atitudinea sa se schimbă radical. Se alătură unei fracțiuni radicale a muncitorilor care instigă la grevă, are o aventură cu o colegă și îi invită pe studenți să locuiască la el. Drept rezultat, iubita sa, Lidia, îl părăsește împreună cu fiul ei. După ce sindicaliștii ajung la o înțelegere cu conducerea, angajații revin la muncă, cu excepția lui Lulù, care este concediat din cauza comportamentului său agitator. Când îi caută pe protestatari, aceștia îi spun că nu le mai este de folos, fiind un caz individual.
Pe punctul de a înnebuni, Lulù realizează vag că Lidia și fiul ei s-au întors la el și că sindicaliștii au convins conducerea să îl reangajeze. Înapoi în fabrică, lucrând la linia de asamblare, Lulù povestește un vis în care sparge un zid și, împreună cu colegii săi, iese dintr-o ceață.

## Distribuție
- Gian Maria Volonté – Ludovico „Lulù” Massa
- Mariangela Melato – Lidia
- Gino Pernice – sindicalistul
- Luigi Diberti – Bassi
- Salvo Randone – Militina
- Donato Castellaneta – Marx
- Giuseppe Fortis – Valli
- Corrado Solari
- Flavio Bucci – Operaio
- Luigi Uzzo
- Giovanni Bignamini
- Ezio Marano – responsabil cu măsurarea timpului
- Adriano Amidei Migliano – tehnicianul
- Antonio Mangano
- Lorenzo Magnolia
- Federico Scrobogna – Pinuccio